# (20854) Tetruashvily
(20854) Tetruashvily (2000 VH27) – planetoida z pasa głównego asteroid okrążająca Słońce w ciągu 3,77 lat w średniej odległości 2,42 j.a. Odkryta 1 listopada 2000 roku.